# 粕渕辰昭
粕渕 辰昭（かすぶち たつあき、1944年 - ）は、日本の農学者。学位は、農学博士。農林官僚。山形大学農学部教授を経て、同大学名誉教授。[粕渕辰昭]の専門は土壌物理学だったが、退職後は「多数回中耕除草」の研究に専念した。彼は江戸時代を中心に出版された「農書」を詳しく調査し、江戸時代末には日本各地で、この多数回中耕除草が実施されていることを発見した。彼はこの古くて新しい稲作技術をこれからの有機稲作普及推進する場面で、誰でも簡単に無肥料・無農薬栽培を実現する有力な手段と考え、岡山県の農業高校が進めている実証研究に協力している。

## 人物
1944年（昭和19年）滋賀県生まれ。1966年3月、岐阜大学農学部農芸化学科を卒業。1966年、農林水産省農業技術研究所(現･農業環境技術研究所)研究員、1986年農林水産省北海道農業試験場水田土壌管理研究室室長。1992年11月、山形大学農学部助教授、1995年教授、2003年農学部長。2009年3月、退官。

## 所属学協会
- 農業土木学会
- 日本土壌肥料学会
- 土壌物理研究会
- 国際土壌学会
- 土質工学会
- 農業気象学会
- 水文・水資源学会

## 受賞歴
- 2000年、日本土壤肥料学会賞[3]。
- 1988年、科学技術庁長官賞

## 著書

### 単著
- 『土と地球―土は地球の生命維持装置』学会出版センター ISBN 978-4762230639 （2010年5月）

### 共著
- 荒生秀紀『自然との共生をめざすコメ作り-江戸時代に学ぶ新農書-』新農社〈2021年7月〉[4]。
- 松井良業[5]『ガンは癌にあらず―春ウコン免疫賦活剤が制する成人病』春ウコン研究会 ISBN 978-4990522605 （2010年9月）[6][7]。
- 宮崎毅[8]、長谷川周一 『土壌物理学』朝倉書店 ISBN 978-4254430929 （2005年6月）
- ダニエル・ヒレル(著)[9]、Daniel Hillel（原著）、岩田進午（翻訳）『環境土壌物理学〈1〉土と水の物理学―耕地生産力の向上と地球環境の保全』農林統計協会 ISBN 978-4541026637 （2001年1月）